# Pirascca pujarnii
Pirascca pujarnii is een vlindersoort uit de familie van de prachtvlinders (Riodinidae), onderfamilie Riodininae.
Pirascca pujarnii werd in 2006 beschreven door Jauffret, P & Martins.